# Navas de Estena (kommunhuvudort)
Navas de Estena är en kommunhuvudort i Spanien.   Den ligger i provinsen Provincia de Ciudad Real och regionen Kastilien-La Mancha, i den centrala delen av landet, 120 km sydväst om huvudstaden Madrid. Navas de Estena ligger 665 meter över havet och antalet invånare är 392.
Terrängen runt Navas de Estena är huvudsakligen kuperad. Navas de Estena ligger nere i en dal.  Trakten runt Navas de Estena är nära nog obefolkad, med mindre än två invånare per kvadratkilometer. Närmaste större samhälle är Navahermosa, 16,2 km norr om Navas de Estena. Omgivningarna runt Navas de Estena är i huvudsak ett öppet busklandskap.